# Spirit of St. Louis
Spirit of St. Louis («Спіріт оф Сент-Луїс»; дослівно — Дух Сент-Луїса) або Ryan NYP (від англ. New York to Paris; дослівно «Нью-Йорк — Париж») — одномісний літак з одним двигуном виробництва Ryan Airline Company, який був сконструйований спеціально для першого безпосадкового одиночного перельоту з Нью-Йорка в Париж (на відстань 5810 км).
Політ через Атлантику відбувся 20—21 травня 1927 року. Він тривав 33 години 30 хвилин від аеродрому Рузвельта, Лонг-Айленд, Нью-Йорк, до паризького аеродрому Ле Бурже. Літак пілотував американець Чарльз Ліндберг.

## Літак

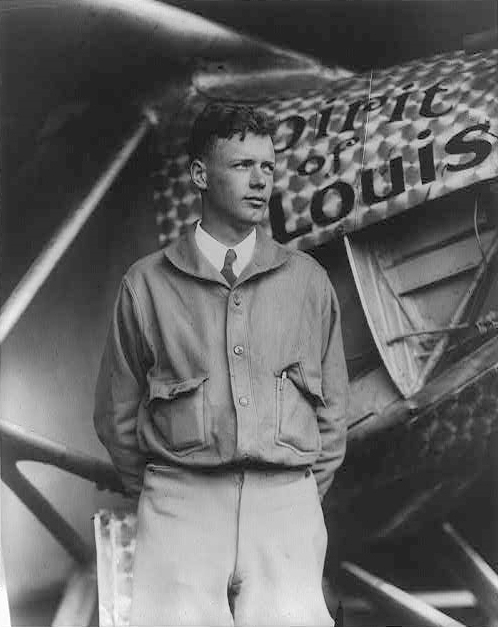
Ліндберг біля літака за кілька хвилин до зльоту

Літак розробив Дональд Голл, а побудувала літакобудівна компанія «Раян Ерлайнс» із Сан-Дієго (Каліфорнія). Конструкція «Духа Сент-Луїса» була заснована на конструкції поштового літака Ryan М-2, збудованого у 1926 році. «Дух» був спроєктований та побудований у співпраці з Ліндбергом у 1927 році. Одномісний літак цієї моделі коштував 10 000 доларів. Назву літак отримав на честь міста Сент-Луїс у штаті Міссурі, де жили спонсори, які фінансували політ Ліндберга.
Для збільшення дальності польоту основний великий паливний бак був встановлений у передній частині літака замість передніх вікон, що робило політ складним (огляд лише за допомогою перископа), проте таке рішення збільшувало дальність польоту та покращувало положення центру тяжіння літака. Для зменшення ваги екіпаж було скорочено до однієї людини: Ліндберг був одночасно пілотом і штурманом.

## Трансатлантичний переліт
Політ вважається важливим етапом в історії авіації. Про Ліндберга як про національного героя писали всі американські газети.
Після успішного польоту над Атлантичним океаном Ліндберг здійснив цілу низку «польотів доброї волі» країнами Центральної Америки літаком «Спіріт оф Сент-Луїс». У Панамі на честь його прильоту було проведено спеціальний захід. Нікарагуа випустила марку на честь річниці польоту через Атлантику. Востаннє «Дух Сент-Луїса» піднімався у повітря 30 квітня 1928 року.
Нині літак Ліндберга виставлений на загальний огляд у Національному музеї авіації та космонавтики у Вашингтоні.

## Характеристики та продуктивність
- Екіпаж — 1 людина
- Довжина — 8,4 м
- Розмах крил — 14,8 м
- Висота — 3 м
- Порожня вага — 975 кг
- Повна вага — 1310 кг
- Корисний об'єм — 1703 л
- Максимальна злітна маса — 2330 кг
- Двигун — Wright R-790 Whirlwind[en]

Схема літака

  - Тип: радіальний, 9-циліндровий, карбюраторний, повітряного охолодження, робочим об'ємом 788 кубічних дюймів (12,91 л)
  - Потужність: 166 кВт (223 к. с.)
- Максимальна швидкість — 220 км/год
- Крейсерська швидкість — від 160 до 175 км/год
- Дальність польоту — 6600 км
- Практична стеля — 5000 м
- Навантаження на крило — 78 кг/м²
- Співвідношення маси до потужності — 14 кг/кВт (10,4 кг/к. с.)